# Maria Mercè Roca
Maria Mercè Roca i Perich (ur. 19 lipca 1958 w Portbou) – katalońska pisarka i polityk.

## Życiorys
Urodziła się 19 lipca 1958 roku w Portbou, w niemajętnej rodzinie. Od dwunastego roku życia pracowała latem jako ekspedientka, zaś w wieku 16 lat przeniosła się do Girony, gdzie uczyła się w szkole z internatem. Przez pewien czas pracowała w izbie handlowej, po czym przez dziesięć lat zajmowała się nauką języka katalońskiego. W tym okresie także studiowała filologię katalońską, lecz studiów nie ukończyła.
Zaczęła publikować w połowie lat 80. Jej utwory wkrótce zaczęły zdobywać uznanie krytyki, w tym nagrodę Premi Josep Pla (1987). W 2000 roku jej opowiadająca o prowadzącym podwójne życie pedofilu i pisana z jego punktu widzenia powieść Delictes d'amor została wyróżniona nagrodą Premi Ramon Llull. W jej dorobku znajdują się opowiadania, powieści, a także szereg książek skierowanych do dzieci i młodzieży, które przyniosły jej m.in. nagrodę Premi Barcanova de Literatura Infantil i Juvenil. Pracowała także jako scenarzystka przy serialu telewizyjnym Secrets de família (1995). Jej utwory bywają autorefleksyjne, a jej bohaterowie często podążają ścieżką introspekcji.
W latach 2011–2015 piastowała stanowisko wiceprzewodniczącej związku pisarzy języka katalońskiego l'Associació d'Escriptors en Llengua Catalana.
Roca prowadziła także działalność polityczną. W latach 2003–2010 była niezależną deputowaną w parlamencie Katalonii, związaną z Republikańską Lewicą Katalonii, zaś w 2003 roku została kandydatką tej partii na burmistrza Girony.

## Twórczość dla dorosłych

### powieści
- El present que m'acull, 1987
- Els arbres vençuts, 1987
- Perfum de nard, 1988
- Temporada baixa, 1990
- La casa gran, 1990
- Greuges infinits, 1992
- Cames de seda, 1993
- Secrets de família, 1995
- L'àngel del vespre, 1998
- Delictes d'amor, 2000
- Una mare com tu, 2002
- L'últim tren, 2003
- Els dies difícils, 2005
- Bones intencions, 2013
- Nosaltres, les dones, 2018
- Al final t'agradaré, 2020[5]

### opowiadania
- Ben estret, 1986
- Sort que hi ha l'horitzó, 1999
- Capitells, 1988
- L'escrivent i altres contes, 1994
- Contes personals, 2001[5]